# 亞美尼亞航空 (2003年)

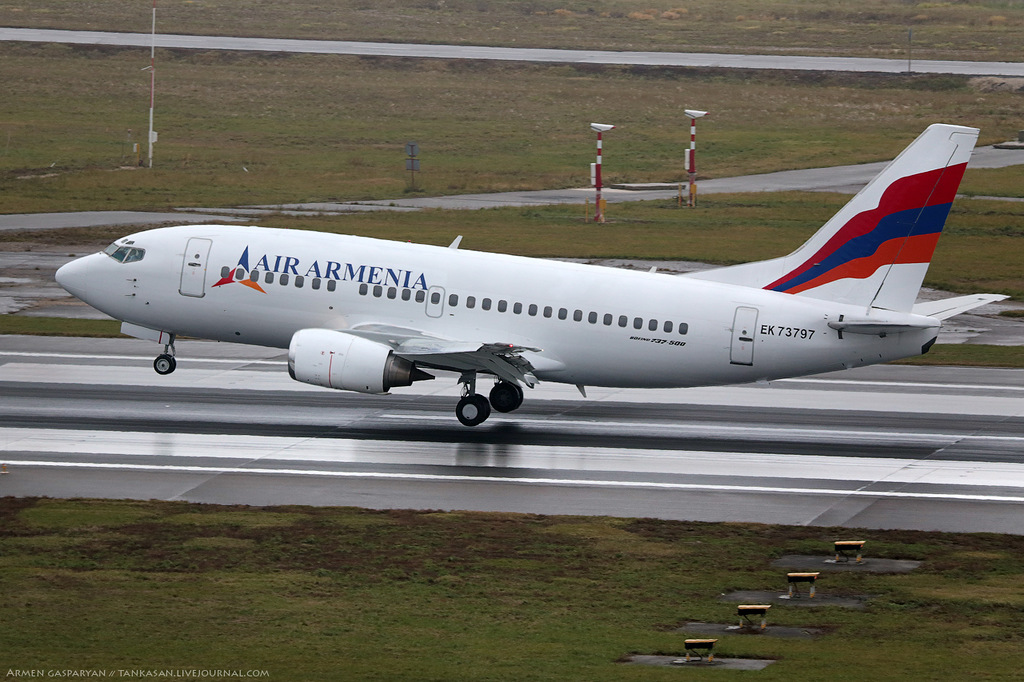
亞美尼亞航空波音737-500

亞美尼亞航空是一家總部位於亞美尼亞葉里溫的航空公司，於2003年成立並在同年3月18日開始營運。本公司也是歷史上第三間成立的亞美尼亞航空公司，並與1996年成立的第二間亞美尼亞航空（英語：Armavia；亞美尼亞語：Արմավիա）共同存續十年之久。

## 歷史
2003年，原本的國家航空公司，也是第一間亞美尼亞航空公司（英語：Armenian Airlines；亞美尼亞語：Հայկական Ավիաուղիներ）宣告破產。第二間亞美尼亞航空承接了第一間亞美尼亞航空公司的全部客運航線，因而作爲第三間亞美尼亞航空的本公司僅獲准經營貨運業務。然而，第二間亞美尼亞航空於2013年清盤後，本間亞美尼亞航空宣佈將會提供載客服務，並於當年7月獲得亞美尼亞民用航空總局批准。隨後，本間亞美尼亞航空成爲該國最大的航空公司。

## 外部連結
- 官方網站